# Franz Gertsch
Franz Gertsch (Mörigen, 8 marzo 1930 – Riggisberg, 21 dicembre 2022) è stato un pittore svizzero, noto per la realizzazione di ritratti iperrealistici di grande formato.

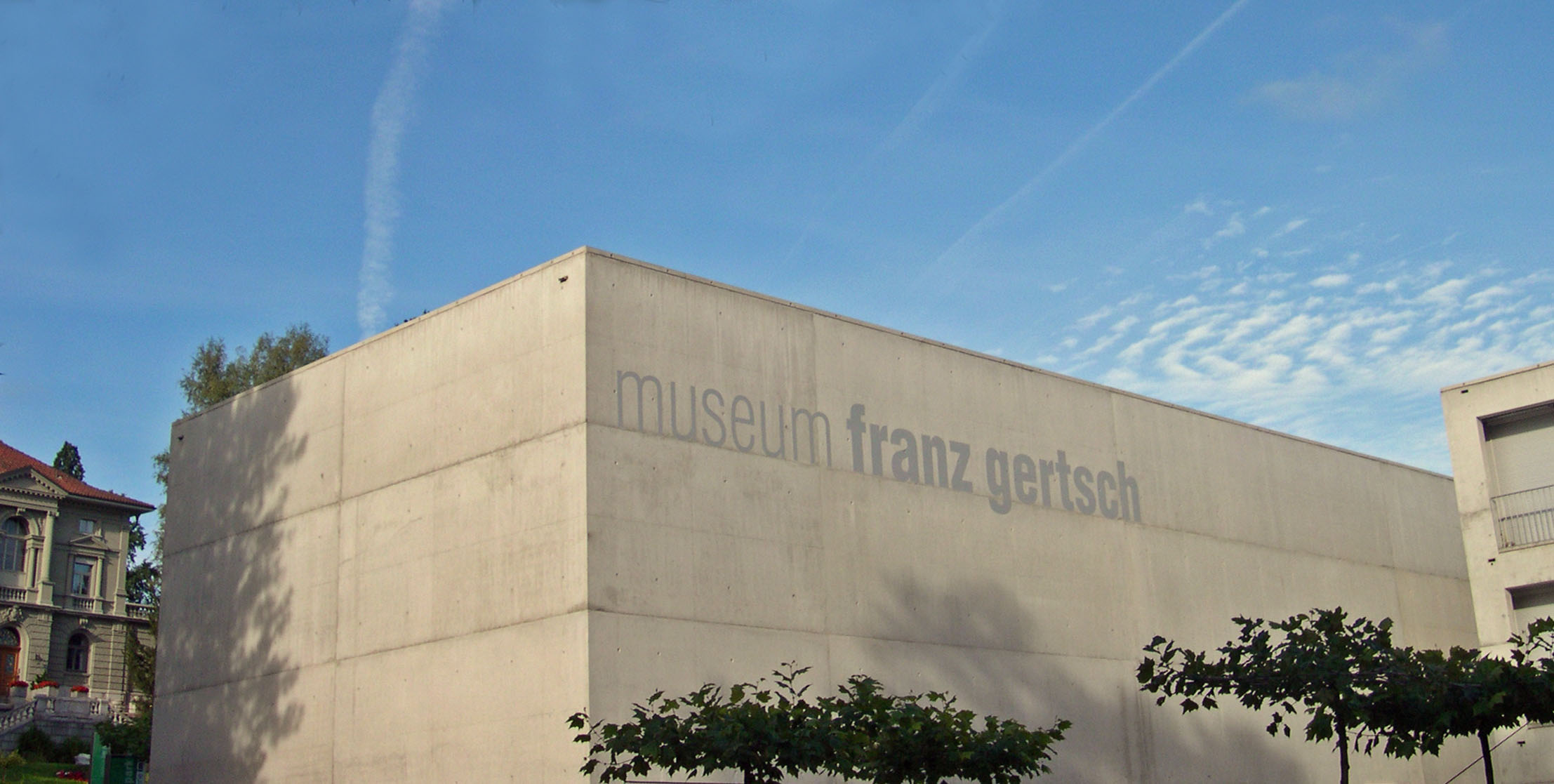
Il Museum Franz Gertsch di Burgdorf

Tra il 1947 e il 1952 studiò con Max von Mühlenen e Hans Schwarzenbach a Berna. Nel 1972, prese parte al documenta 5 di Kassel con il suo dipinto "Medici". Divenne noto per i suoi dipinti realistici e le sue xilografie. Nel 1999 partecipò alla XLVIII Esposizione internazionale d'arte di Venezia. Alcune sue opere sono in mostra al Kunstmuseum Bern.

## Mostre
- 2003 "Franz Gertsch", Museo Folkwang, Essen
- 2006 "Franz Gertsch: Holzschnitte" Albertina, Vienna
- 2010 "10.000 vite": Ottava Biennale di Gwangju